# دانشگاه تخار
دانشگاه تخار دانشگاهی دولتی در شهر تالقان، افغانستان است دارای هفت دانشکده (دانشکده تعلیم و تربیه، دانشکده انجنیری، دانشکده اقتصاد، دانشکده زبان و ادبیات، دانشکده زراعت، دانشکده شرعیات، دانشکده حقوق و علوم سیاسی) می‌باشد. درسال ۱۳۹۶ دانشگاه تخار حدود ۷۰۰۰ دانشجو داشت که ۲۰۰ آنرا دانشجویان دختر تشکیل می‌داد.

## پیشینه
دانشگاه تخار با نام دانشگاه عبدالله ابن مسعود در سال ۱۳۷۰ در شهر پشاور پاکستان از طرف جمعیت اسلامی افغانستان به رهبری برهان الدین  ربانی تأسیس گردید. بعد از پیروزی حکومت مجاهدین این دانشگاه در سال ۱۳۷۳ به شهر تالقان ولایت تخار انتقال یافت. در سال ۱۳۷۴ تحت ریاست نعمت‌الله شهرانی با ایجاد دو دانشکده کشاورزی و شرعیات فعالیت‌های دانشگاهی خود را آغاز نمود و به اساس فرمان برهان الدین ربانی رئیس‌جمهور وقت به مساحت ۱۸۴۰ جریب زمین در اختیار دانشگاه قرار داده شد.

## دانشکده‌ها
- دانشکده زراعت (کشاورزی)
- دانشکده اقتصاد
- دانشکده تعلیم و تربیت
- دانشکده حقوق
- دانشکده شرعیات (الهیات)
- دانشکده مهندسی (مهندسی)
- دانشکده زبان و ادبیات